# Heidrun Schleef
Heidrun Schleef (Melle, 1962) è una sceneggiatrice tedesca attiva in Italia.

## Biografia
Ha studiato regia al Centro sperimentale di cinematografia di Roma.
Insegna sceneggiatura a Roma e collabora come tutor con il programma Sources del fondo Media dell'Unione Europea.

## Filmografia
- La seconda volta, regia di Mimmo Calopresti (1995)
- Giro di lune tra terra e mare, regia di Giuseppe M. Gaudino (1997)
- La Venere di Willendorf, regia di Elisabetta Lodoli (1997)
- La parola amore esiste, regia di Mimmo Calopresti (1998)
- Preferisco il rumore del mare, regia di Mimmo Calopresti (2000)
- La stanza del figlio, regia di Nanni Moretti (2001)
- Come si fa un Martini, regia di Kiko Stella (2001)
- Animali che attraversano la strada, regia di Isabella Sandri (2001)
- Un viaggio chiamato amore, regia di Michele Placido (2002)
- Ricordati di me, regia di Gabriele Muccino (2003)
- La felicità non costa niente, regia di Mimmo Calopresti (2003)
- La spettatrice, regia di Paolo Franchi (2004)
- Mare nero, regia di Roberta Torre (2005)
- The Last Sign, regia di Douglas Law (2005)
- Te lo leggo negli occhi, regia di Valia Santella (2005)
- Arrivederci amore, ciao, regia di Michele Soavi (2006)
- L'uomo di vetro, regia di Stefano Incerti (2006)
- Il caimano, regia di Nanni Moretti (2006)
- Riparo, regia di Marco Simon Puccioni (2007)
- Good Morning Aman, regia di Claudio Noce (2009)
- La strategia degli affetti, regia di Dodo Fiori (2009)
- Unter Bauern, regia di Ludi Boeken (2009)
- Appartamento ad Atene, regia di Ruggero Dipaola (2012)
- E la chiamano estate, regia di Paolo Franchi (2012)
- Come il vento, regia di Marco Simon Puccioni (2013)
- Vinodentro, regia di Ferdinando Vicentini Orgnani (2013)
- L'universale, regia di Federico Micali (2016)
- Un nemico che ti vuole bene, regia di Denis Rabaglia (2018)
- Guida romantica a posti perduti, regia di Giorgia Farina (2020)
- Governance - Il prezzo del potere, regia di Michael Zampino (2021)
- Girasoli, regia di Catrinel Marlon (2023)

## Riconoscimenti
David di Donatello
- 1998 – Candidatura al premio per la migliore sceneggiatura per La parola amore esiste
- 2001 – Candidatura al premio per la migliore sceneggiatura per La stanza del figlio
- 2003 – Candidatura al premio per la migliore sceneggiatura per Ricordati di me

Nastro d'argento
- 1999 – Nastro d'argento al migliore soggetto per La parola amore esiste
- 2003 – Nastro d'argento alla migliore sceneggiatura per Ricordati di me

Taormina Film Fest
- 2007 – Migliore sceneggiatura per L'uomo di vetro